# Florenville
Florenville là một đô thị ở tỉnh Luxembourg. Ngày 1 tháng 1 năm 2007 đô thị này có 5.448 dân. Tổng diện tích là 146,91 km², với mật độ dân số 37,1 người trên mỗi km².
Florenville nằm bên bờ sông Semois, đối diện biên giới Pháp. Ở đây có nhà thờ Orval. Gần đô thị này có thành Godfrey de Bouillon. 

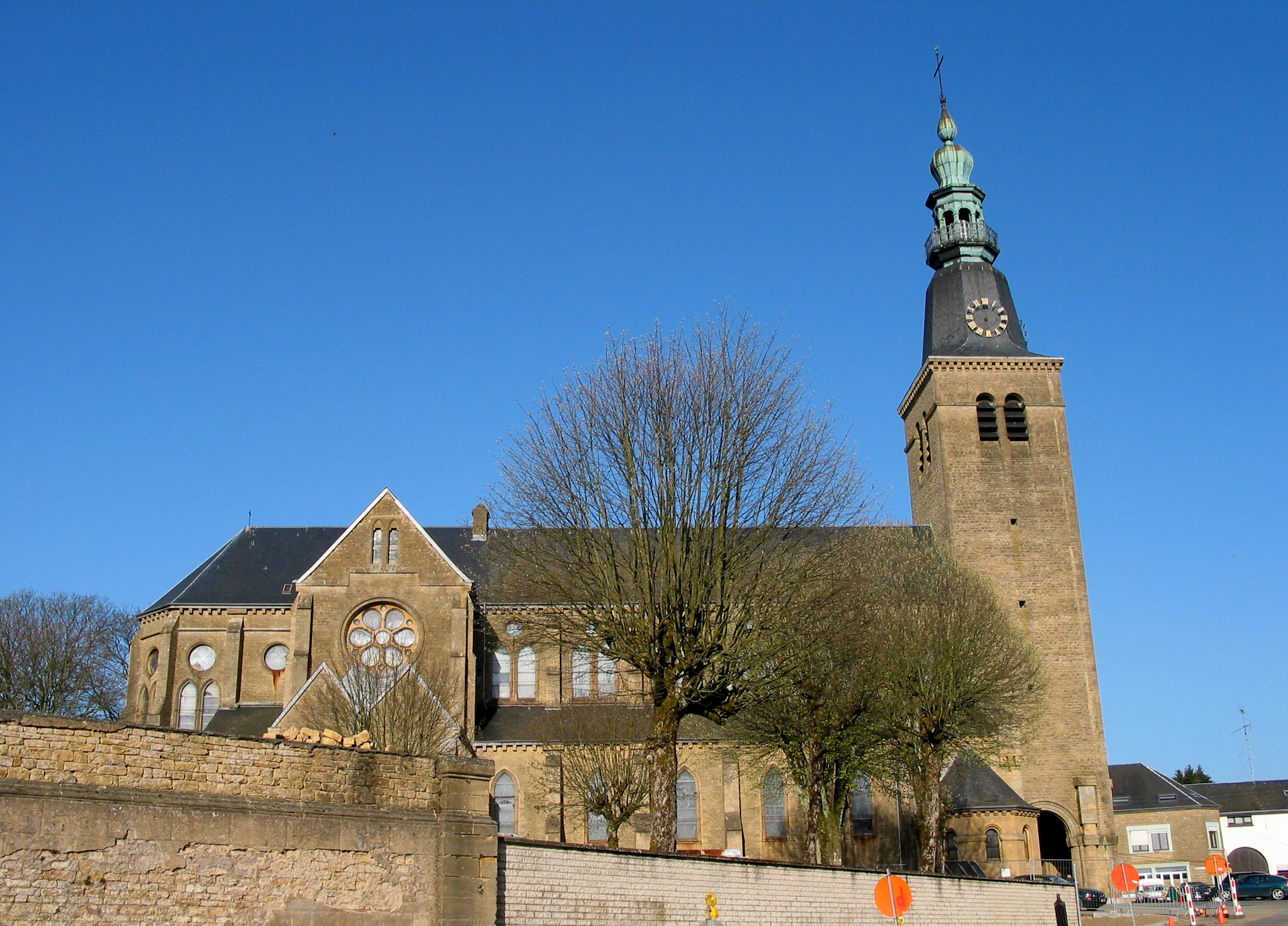
Florenville: Giáo đường Our Lady of the Assumption